# Dean Prentice
Pour les articles homonymes, voir Prentice.
Dean Sutherland Prentice (né le 5 octobre 1932 à Schumacher dans la province de l'Ontario au Canada et mort le 2 novembre 2019) est un joueur professionnel canadien de hockey sur glace ayant évolué à la position d'ailier gauche. 
Dean est le frère du joueur de hockey professionnel Eric Prentice.

## Carrière
Ayant évolué au niveau junior avec les Biltmores de Guelph de l'Association de hockey de l'Ontario où il remporte la Coupe Memorial en 1952 alors que l'équipe compte sur des joueurs tels Andy Bathgate, Ron Stewart, Lou Fontinato et Harry Howell, Prentice rejoint la saison suivante en compagnie de Bathgate et Howell l'effectif des Rangers de New York de la Ligue nationale de hockey.
Dès son arrivée avec les Rangers, il devient un joueur régulier et lorsque jumelé à Bathgate et Larry Popein, le trio s'impose comme étant le plus productif de l'équipe. Il connait d'ailleurs avec ce trio sa meilleure saison en carrière au cours de la saison 1959-1960 alors qu'il inscrit des sommets personnel au chapitre des buts marqué avec 32, ainsi qu'au nombre de points récolté avec 66. Ces performances lui valent une nomination dans la deuxième équipe d'étoiles de la ligue.
Il commence la saison 1962-1963 avec les Rangers mais est échangé après avoir disputé 49 rencontres aux Bruins de Boston alors que son partenaire de toujours, Andy Bathgate, quitte pour sa part vers les Maple Leafs de Toronto. Prentice reste au sein de l'organisation des Bruins durant trois saisons avant de passer aux mains des Red Wings de Détroit avec qui il forme un trio au côté d'Alex Delvecchio et de Gordie Howe. Il retrouve également Bathgate qui fut acquis par les Wings au cours de l'été.
Voyant Andy Bathgate passé aux mains des Penguins de Pittsburgh, Prentice poursuit néanmoins avec les Red Wings durant deux autres saisons avant de rejoindre à son tour les Penguins lors du repêchage intra-équipe de 1969. L'ailier s'adapte rapidement à sa nouvelle équipe et mène celle-ci au chapitre des buts alors qu'il en inscrit 26. Il ne dispute cependant que deux saisons sous le maillot des Penguins, étant échangé à l'été 1971 aux North Stars du Minnesota.
Après trois saisons passé avec les North Stars et 22 années dans la LNH, Dean Prentice âgé de 41 ans, se retire de la compétition en tant que joueur à l'été 1974. Il accepte alors un contrat d'un saison pour diriger les Nighthawks de New Haven de la Ligue américaine de hockey qu'il mène à la finale de la Coupe Calder. En 1976, Prentice effectue un retour au jeu à l'occasion de 28 rencontres qu'il dispute avec les Bays de Traverse City de la United States Hockey League avant de se retirer définitivement.
Prentice aura remporté au cours de sa carrière qu'un seul trophée, la Coupe Memorial. Mais aura reçu quatre invitations aux Matchs des étoiles de la LNH en plus de décrocher une place sur une équipe d'étoiles. Il est également parmi les cinquante joueurs de la LNH ayant disputé le plus grand nombre rencontres en carrière dans la ligue avec ses 1 378.
Il meurt le 2 novembre 2019 à l'âge de 87 ans.

## Statistiques
Pour les significations des abréviations, voir Statistiques du hockey sur glace.
| Saison     | Équipe                   | Ligue          |       | Saison régulière | Saison régulière | Saison régulière | Saison régulière | Saison régulière |    | Séries éliminatoires | Séries éliminatoires | Séries éliminatoires | Séries éliminatoires | Séries éliminatoires |
| Saison     | Équipe                   | Ligue          | PJ    | B                | A                | Pts              | Pun              | PJ               | B  | A                    | Pts                  | Pun                  |                      |                      |
| 1950-1951  | Biltmores de Guelph      | AHO            | 51    | 20               | 16               | 36               | 26               | 4                | 1  | 1                    | 2                    | 15                   |                      |                      |
| 1951-1952  | Biltmores de Guelph      | AHO            | 51    | 48               | 27               | 75               | 68               | 23               | 21 | 10                   | 31                   | 28                   |                      |                      |
| 1952       | Biltmores de Guelph      | Coupe Memorial |       |                  |                  |                  |                  | 12               | 13 | 5                    | 18                   | 14                   |                      |                      |
| 1952-1953  | Biltmores de Guelph      | AHO            | 5     | 1                | 1                | 2                | 16               |                  |    |                      |                      |                      |                      |                      |
| 1952-1953  | Rangers de New York      | LNH            | 55    | 6                | 3                | 9                | 20               |                  |    |                      |                      |                      |                      |                      |
| 1953-1954  | Rangers de New York      | LNH            | 52    | 4                | 13               | 17               | 18               |                  |    |                      |                      |                      |                      |                      |
| 1954-1955  | Rangers de New York      | LNH            | 70    | 16               | 15               | 31               | 20               |                  |    |                      |                      |                      |                      |                      |
| 1955-1956  | Rangers de New York      | LNH            | 70    | 24               | 18               | 42               | 44               | 5                | 1  | 0                    | 1                    | 2                    |                      |                      |
| 1956-1957  | Rangers de New York      | LNH            | 68    | 19               | 23               | 42               | 38               | 5                | 0  | 2                    | 2                    | 4                    |                      |                      |
| 1957-1958  | Rangers de New York      | LNH            | 38    | 13               | 9                | 22               | 14               | 6                | 1  | 3                    | 4                    | 4                    |                      |                      |
| 1958-1959  | Rangers de New York      | LNH            | 70    | 17               | 33               | 50               | 11               |                  |    |                      |                      |                      |                      |                      |
| 1959-1960  | Rangers de New York      | LNH            | 70    | 32               | 34               | 66               | 43               |                  |    |                      |                      |                      |                      |                      |
| 1960-1961  | Rangers de New York      | LNH            | 56    | 20               | 25               | 45               | 17               |                  |    |                      |                      |                      |                      |                      |
| 1961-1962  | Rangers de New York      | LNH            | 68    | 22               | 38               | 60               | 20               | 3                | 0  | 2                    | 2                    | 0                    |                      |                      |
| 1962-1963  | Rangers de New York      | LNH            | 49    | 13               | 25               | 38               | 18               |                  |    |                      |                      |                      |                      |                      |
| 1962-1963  | Bruins de Boston         | LNH            | 19    | 6                | 9                | 15               | 4                |                  |    |                      |                      |                      |                      |                      |
| 1963-1964  | Bruins de Boston         | LNH            | 70    | 23               | 16               | 39               | 37               |                  |    |                      |                      |                      |                      |                      |
| 1964-1965  | Bruins de Boston         | LNH            | 31    | 14               | 9                | 23               | 12               |                  |    |                      |                      |                      |                      |                      |
| 1965-1966  | Bruins de Boston         | LNH            | 50    | 7                | 22               | 29               | 10               |                  |    |                      |                      |                      |                      |                      |
| 1965-1966  | Red Wings de Détroit     | LNH            | 19    | 6                | 9                | 15               | 8                | 12               | 5  | 5                    | 10                   | 4                    |                      |                      |
| 1966-1967  | Red Wings de Détroit     | LNH            | 68    | 23               | 22               | 45               | 18               |                  |    |                      |                      |                      |                      |                      |
| 1967-1968  | Red Wings de Détroit     | LNH            | 69    | 17               | 38               | 55               | 42               |                  |    |                      |                      |                      |                      |                      |
| 1968-1969  | Red Wings de Détroit     | LNH            | 74    | 14               | 20               | 34               | 18               |                  |    |                      |                      |                      |                      |                      |
| 1969-1970  | Penguins de Pittsburgh   | LNH            | 75    | 26               | 25               | 51               | 14               | 10               | 2  | 5                    | 7                    | 8                    |                      |                      |
| 1970-1971  | Penguins de Pittsburgh   | LNH            | 69    | 21               | 17               | 38               | 18               |                  |    |                      |                      |                      |                      |                      |
| 1971-1972  | North Stars du Minnesota | LNH            | 71    | 20               | 27               | 47               | 14               | 7                | 3  | 0                    | 3                    | 0                    |                      |                      |
| 1972-1973  | North Stars du Minnesota | LNH            | 73    | 26               | 16               | 42               | 22               | 6                | 1  | 0                    | 1                    | 16                   |                      |                      |
| 1973-1974  | North Stars du Minnesota | LNH            | 24    | 2                | 3                | 5                | 4                |                  |    |                      |                      |                      |                      |                      |
| 1976-1977  | Bays de Traverse City    | USHL           | 28    | 5                | 22               | 27               | 4                |                  |    |                      |                      |                      |                      |                      |
| Totaux LNH | Totaux LNH               | Totaux LNH     | 1 378 | 391              | 469              | 860              | 484              | 54               | 13 | 17                   | 30                   | 38                   |                      |                      |

### Statistiques d'entraîneur
| 1974-1975 | Nighthawks de New Haven | LAH | 76 | 30 | 35 | 11 | défaite en finale |

## Honneurs et trophées
- Association de hockey de l'Ontario
  - Champion de la Coupe Memorial avec les Biltmores de Guelph en 1952.
- Ligue nationale de hockey
  - Nommé dans la deuxième équipe d'étoiles en 1960.
  - Invité aux Matchs des étoiles de la LNH en 1957, 1961, 1963 et 1970.

## Transactions en carrière
- 4 février 1963 : échangé par les Rangers de New York aux Bruins de Boston en retour de Don McKenney et Dick Meissner. (une clause stipule que Meissner doit retourner aux Rangers au terme de la saison 1962-1963).
- 16 février 1966 : échangé par les Bruins avec Leo Boivin aux Red Wings de Détroit en retour de Gary Doak, Ron Murphy, Bill Lesuk ainsi que des considérations futures (les Red Wings cèdent Steve Atkinson aux Bruins le 6 juin 1966).
- 11 juin 1969 : réclamé par les Penguins de Pittsburgh lors du repêchage intra-équipe.
- 6 octobre 1971 : échangé par les Penguins aux North Stars du Minnesota en retour d'une somme d'argent.